# حاج كاكا (كوه بنج)
حاج کاکا (بالفارسية: حاج کاکا) هي قرية تقع في إيران في البلدة المركزية. يقدر عدد سكانها بـ 198 نسمة بحسب إحصاء 2016.